# レリジオセントリズム
レリジオセントリズム（英: religiocentrism）とは、主として、「どちらの宗教的関心や、宗教的方法論が重要であるか」といった考えや、その探求への言及について、エスノセントリズムと対比されて用いられる、中立的な言葉である。

## 文献
- モハメッド・アブニマー『パレスチナ‐イスラエル対立における宗教、対話、非暴力の行動』（International Journal of Politics, Culture, and Society、2004年17号：91頁-511頁）
- ダイアン・ドラティス、ジョン・J・レイ『レリジオセントリズムとエスノセントリズム：オーストラリアの学校におけるカトリックとプロテスタント』（Sociological Analysis、1972年：170頁-179頁）
- レスリー・J・フランシス『カトリック校とカトリック価値？イングランドとウェールズにおける、非宗教校及びカトリック校に通う13歳から15歳の生徒達が学ぶ、道徳及び宗教価値』（International Journal of Education and Religion、2002年3号：69頁-84頁）